# Formatie van Lustin
De Formatie van Lustin of de kalksteen van Lustin is een geologische formatie uit het Laat-Devoon in de ondergrond van België. De formatie is verspreid over het zuiden van het Synclinorium van Namen en het noorden van het Synclinorium van Dinant, en de oostelijke Ardennen waaronder het Massief van de Vesder. De formatie is genoemd naar de plaats Lustin in de Maasvallei ten zuiden van Namen.

## Beschrijving
De Formatie van Lustin bestaat uit kalksteenbanken. Het onderste deel van de formatie wordt soms onderscheiden als het Lid van Hymiée. Het bestaat uit massieve kalksteen met uitwaaierende stromatoporen en koralen. Lokaal kan dit deel van de formatie gedolomitiseerd zijn. Uit dit deel wordt de natuursteen van de Sainte-Anne-marmer gewonnen.
In het midden volgt kleirijkere kalksteen met kolonievormende koralen (zoals Rugosa van het geslacht Disphyllum) en brachiopoden. 
Het bovenste deel van de formatie bestaat uit sterk gelaagde kalk-mudstone met stromatoporen bovenin. In de top komen ook lagen crinoïdenkalksteen voor. Lokaal kunnen delen van de formatie gedolomitiseerd zijn.

## Stratigrafie
De totale dikte van de Formatie van Lustin varieert tussen de 50 en 130 meter. De formatie behoort tot het middelste deel van de etage Frasniaan. Dat betekent dat de ouderdom tussen de 375 en 380 miljoen jaar is.
De Formatie van Lustin ligt in de Synclinoria van Namen en Dinant bovenop de kalkige schalie (schiefer) en ijzerhoudende oöliet van de Formatie van Presles. De formatie wordt in dit gebied overdekt door de kalkschalie van de Formatie van Aisemont. 
In het gebied rond Wezet (Visé) en het Massief van de Vesder ligt de Formatie van Lustin bovenop de bioklastische kalksteen en zandsteen van de Formatie van Névremont. Ook in dit gebied wordt de Formatie van Lustin afgedekt door de Formatie van Aisemont.
Naar het noordwesten toe, in het Kempens Bekken, gaat de koraalrif-kalksteen van de Formatie van Lustin over in de gelijktijdig gevormde, kleiigere Formatie van Heibaart.